# Zeuxia aberrans
Zeuxia aberrans là một loài ruồi trong họ Tachinidae.